# Philadelphus affinis
Philadelphus affinis là một loài thực vật có hoa trong họ Tú cầu. Loài này được Schltdl. miêu tả khoa học đầu tiên năm 1839.